# Fredesdorf
Fredesdorf är en kommun och ort i Kreis Segeberg i förbundslandet Schleswig-Holstein i Tyskland.
Kommunen ingår i kommunalförbundet Amt Leezen tillsammans med ytterligare 11 kommuner.